# Шиповник кокандский
Шипо́вник кокандский, или Роза кокандская (лат. Rósa kokanica) — многолетний кустарник; вид рода Шиповник семейства Розовые.
Тип из Средней Азии.
Статус Rosa kokanica не совсем понятен[кому?]. Часто этот вид описывается под названиями Rosa divina Sumnev. или Rosa sumneviczii Korotkova. Формы Rosa kokanica с густо опушёнными и железистыми молодыми побегами определяют, как Rosa ovczinnikovii Koczk..

## Происхождение и распространение
Центральная Азия, Афганистан. По данным Germplasm Resources Information Network):
Афганистан, Иран, Казахстан, Монголия, Китай (Синьцзян-Уйгурский автономный район).
Встречается на высотах от 800 до 2800 метров над уровнем моря.

## Ботаническое описание
Кустарник высотой до 1,5—2 метра.

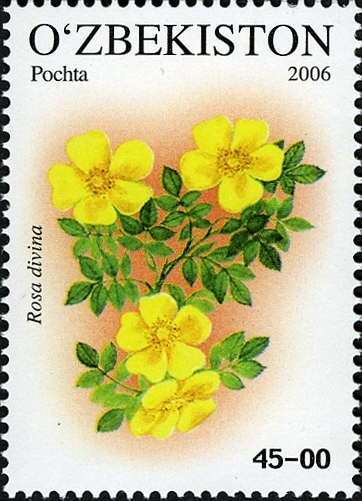
Rosa divina на почтовой марке Узбекистана

Молодые ветви коричневые, голые либо густо опушённые. Колючки расположены нерегулярно, светло-коричневые, прямые или изогнутые, постепенно расширяется к основанию.
Листья 4,5—8 см длиной.
Листочки 5—7 (—9) до 15 (—20) мм, эллиптические или яйцевидные, реже округлые или обратноланцетные, как правило, снизу опушённые, с обеих сторон железистые, реже гладкие.
Прилистники узкие.
Цветки обычно одиночные, пазушные, и без прицветников, жёлтые, 2—4(6) см в диаметре. Цветоножки гладкие, реже покрыты жесткими волосками, иногда опушённые.
Чашелистики в количестве 5, не расширены на вершине, цельные, редко с 2—3 долями в верхней части.
Лепестки в количестве 5, бледно-жёлтые или белые, широко обратнояйцевидные, выемчатые на вершине.
Плоды до 15 мм в диаметре, шаровидные или грушевидные, фиолетово-коричневые, или тёмно-коричневые.
Цветение в мае — июле.

## В культуре
Зоны морозостойкости: 6b—9b.